# قطعنامه ۱۰۵۰ شورای امنیت
قطعنامه ۱۰۵۰ شورای امنیت سازمان ملل متحد که در تاریخ ۰۸ مارس ۱۹۹۶ تصویب شد، سندی بین‌المللی دربارهٔ بررسی وضعیت در رواندا است. این قطعنامه طی نشست ۳۶۴۰ام با ۱۵ رای موافق، ۰ مخالف و ۰ ممتنع تصویب شد.